# Filmographie de Jean Rouch
Cet article présente la filmographie du réalisateur et ethnologue français Jean Rouch.

## Filmographie

### Films achevés
| Année | Durée   | Titre                                                 | Sujet |
| ----- | ------- | ----------------------------------------------------- | --- |
| 1947  | 13 min  | Au pays des mages noirs                               | Documentaire sur la chasse à l'hippopotame et les rituels de possession du culte songhaï, réalisé sur les rives du fleuve Niger. Images de Jean Rouch, montage et commentaires réalisés par les Actualités françaises. Jean Rouch désapprouve le résultat final, non fidèle à la réalité. |
| 1949  | 33 min  | Les Magiciens de Wanzerbé                             | Rites des magiciens songhaï au Niger. |
| 1949  | 14 min  | Circoncision                                          | Documentaire au sujet de la circoncision des enfants dans le village de Hombori au Mali. |
| 1949  | 22 min  | Initiation à la danse des possédés                    | Initiation d'une femme de la région de Tillabéri à la danse de possession du culte songhaï. |
| 1951  | 20 min  | Cimetières dans la falaise                            | Rituel funéraire d'un village dogon situé au pied de la falaise de Bandiagara au Mali. |
| 1952  | 35 min  | Bataille sur le grand fleuve                          | Chasse à l'hippopotame sur le fleuve Niger. Première apparition à l'écran de Damouré Zika. Jean Rouch reprend le thème du film Au pays des mages noirs et réalise un montage cette fois-ci fidèle à la réalité. |
| 1953  | 69 min  | Les Fils de l'eau                                     | Long métrage ethnographique composé d'extraits de films tournés entre 1949 et 1951 : Yenendi - Les Hommes qui font la pluie, Circoncision, Cimetières dans la falaise, Bataille sur le grand fleuve, Les Gens du mil. |
| 1954  | 29 min  | Les Maîtres fous                                      | Culte des Haouka par un groupe d'ouvriers d'Accra, au Ghana. Les Haouka sont des génies modernes symbolisant l'ordre administratif et militaire colonial. |
| 1955  | 36 min  | Mammy Water                                           | Documentaire ethnographique sur la vie des Fanti de la ville de Shama au Ghana. |
| 1957  | 26 min  | Baby Ghana                                            | Documentaire réalisé à l'occasion de l'indépendance du Ghana le 6 mars 1957. Commentaire en voix off de Jean Rouch et d'un jeune homme d'Accra, Amadou El Hadj Kofo. |
| 1958  | 28 min  | Moro Naba                                             | Rituels funéraires accompagnant le décès du Moro Naba Saaga, chef traditionnel des Mossi de la région de Ouagadougou en Haute-Volta. |
| 1959  | 90 min  | La Pyramide humaine                                   | Ethnofiction se déroulant dans un lycée mixte d'Abidjan en Côte d'Ivoire. Film tourné en 1959, sorti en 1961. Première apparition à l'écran de Nadine Ballot et de Modeste Landry. |
| 1959  | 73 min  | Moi, un noir                                          | Long-métrage à mi-chemin de l'ethnofiction, du cinéma-vérité et du l'autobiographie. Le film se concentre sur la vie quotidienne d'Oumarou Ganda, jeune Nigérien docker dans le port d'Abidjan en Côte d'Ivoire. Le jeune homme livre ses commentaires et pensées en voix off. |
| 1959  | 17 min  | Sortie de novices de Sakpata                          | Documentaire ethnographique réalisé au Dahomey. |
| 1961  | 25 min  | Hampi, le ciel est posé sur la terre                  | Cérémonie songhaï précédant le dépôt d'un vase rituel, le hampi, dans un musée de Niamey au Niger. |
| 1961  | 24 min  | Les Ballets du Niger                                  | Représentation des ballets traditionnels du Niger au Théâtre des Nations à Paris. |
| 1961  | 86 min  | Chronique d'un été                                    | Long-métrage de cinéma-vérité expérimental, coréalisé à Paris par Jean Rouch et le sociologue Edgar Morin avec la collaboration notable de Marceline Loridan. Enquête sur le quotidien des Parisiens de diverses classes sociales, en particulier sur leur rapport au bonheur. |
| 1962  | 25 min  | Abidjan port de pêche                                 | À Abidjan en Côte d'Ivoire, pêcheurs et armateurs s'expriment sur leurs difficultés quotidiennes et sur leurs espoirs. |
| 1962  | 20 min  | Le Cocotier                                           | Documentaire au sujet de la culture des palmiers-cocotiers dans un centre de l'Institut de Recherche pour les Huiles et Oléagineux (IRHO) à Port-Bouët en Côte d'Ivoire. |
| 1962  | 58 min  | La Punition ou les mauvaises rencontres               | Cinéma-vérité partiellement fictif. À Paris, une jeune fille (Nadine Ballot) est exclue du lycée pour une journée et fait diverses rencontres dans les rues et les parcs de la capitale. |
| 1962  | 27 min  | Fêtes du Niger                                        | Fêtes commémoratives de l'indépendance de la République du Niger en 1961-1962. |
| 1962  | 20 min  | Le Palmier à l'huile                                  | Documentaire au sujet des travaux de recherche sur les palmiers à huile dans une station de l'IRHO de la région de La Mé en Côte d'Ivoire. |
| 1963  | 20 min  | Le Mil                                                | Documentaire au sujet de la culture du mil au Niger. Tournage réalisé de 1951 à 1963. |
| 1963  | 27 min  | Monsieur Albert, prophète                             | Documentaire au sujet d'un groupe de disciples de l'Église harriste du village de Bregbo en Côte d'Ivoire, que le prophète Albert Atcho soigne de leurs maux physiques ou mentaux en les poussant à se confesser. |
| 1963  | 28 min  | Rose et Landry                                        | Rose Bamba et Modeste Landry (ce dernier apparaissant déjà dans La Pyramide humaine, Chronique d'un été et La Punition) évoquent le contraste entre les traditions d'Afrique et la civilisation occidentale. |
| 1964  | 32 min  | L'Afrique et la recherche scientifique                | Documentaire commandé par l'Association d'études pour l'expansion de la recherche scientifique (AEERS), composé d'extraits de quatre précédents courts-métrages : Abidjan port de pêche, Le Mil, Le Cocotier et Le Palmier à l'huile. |
| 1964  | 25 min  | Les Veuves de quinze ans Marie-France et Véronique    | Jean Rouch observe le comportement de deux adolescentes de la société yéyé parisienne, dont on suit les aventures. L'une est sérieuse, l'autre non. |
| 1965  | 18 min  | Gare du Nord                                          | Le court-métrage est l'un des six sketches du film Paris vu par... produit par Barbet Schroeder. Court-métrage de fiction filmé à Paris en adoptant les codes du cinéma-vérité. Dernière apparition de Nadine Ballot au cinéma. |
| 1965  | 30 min  | La Goumbé des jeunes noceurs                          | De jeunes immigrés vivant à Abidjan se retrouvent chaque semaine pour danser dans le quartier de Treichville. |
| 1966  | 26 min  | Batteries Dogon : Éléments pour une étude des rythmes | De jeunes Dogons du Mali apprennent à jouer des rythmes traditionnels sur les batteries et tambours ancestraux. |
| 1966  | 50 min  | Wanzerbé                                              | À la suite du décès du doyen des magiciens de Wanzerbé, Jean Rouch revient dans le village du Niger où il avait réalisé en 1949 Les Magiciens de Wanzerbé et filme un rituel de possession visant à désigner le successeur du magicien. |
| 1967  | 90 min  | La Chasse au lion à l'arc                             | Documentaire ethnographique sur les rituels ancestraux accompagnant la chasse au lion à l'arc du peuple Gow vivant à la frontière du Niger, du Mali et de la Haute-Volta. Tournage réalisé entre 1958 et 1965. |
| 1967  | 92 min  | Jaguar                                                | Ethnofiction : quatre jeunes Africains, dont Damouré Zika et Lam Ibrahim Dia, voyagent à pied du Niger jusqu'à la Gold Coast du Ghana pour y trouver du travail. Les protagonistes expriment leurs commentaires en voix off. |
| 1968  | 20 min  | Pierres chantantes d'Ayorou                           | De jeunes Songhaïs inventent de nouveaux airs de musique autour d'un bloc rocheux d'Ayorou au bord du fleuve Niger. |
| 1968  | 20 min  | Un lion nommé l'Américain                             | Suite de La Chasse au lion à l'arc : après leur échec de 1965, les Gow reprennent en 1968 la chasse du lion nommé l'Américain. |
| 1969  | 30 min  | Danse des reines à Porto-Novo                         | Documentaire ethnographique sur les danses des reines au Palais-Royal de Porto-Novo dans le Dahomey. |
| 1969  | 96 min  | Petit à petit                                         | Film d'ethnofiction réalisé en 1969, sorti en 1971. Damouré Zika, qui dirige la société immobilière « Petit à petit » au Niger, part à Paris pour étudier la construction des immeubles. Face à une culture qui n'est pas la sienne, il fait part de ses impressions et de ses découvertes à ses collaborateurs du Niger. Lam Ibrahim Dia décide de le rejoindre. S'ensuit un ensemble de rencontres et de péripéties inattendues. |
| 1970  | 52 min  | Le Bébé est une personne                              | Documentaire sur l'évolution de la pédiatrie traditionnelle africaine face aux découvertes de la pédiatrie moderne. |
| 1970  | 30 min  | Architectes Ayorou                                    | Documentaire sur les récentes évolutions et modernisations architecturales des maisons du village d'Ayorou au Niger. |
| 1971  | 12 min  | Tourou et Bitti, les tambours d'avant                 | Court-métrage d'un seul plan-séquence réalisé lors d'un rituel de possession du village de Simiri au Niger. Une femme entre en transe devant la caméra. |
| 1972  | 69 min  | Horendi                                               | Documentaire ethnographique sur l'initiation à la danse de possession du culte songhaï. Film réalisé à Niamey au Niger. Aucun commentaire en voix off. |
| 1973  | 87 min  | L'An 01                                               | Long-métrage de fiction coréalisé par Jacques Doillon, Alain Resnais et Jean Rouch. Ce dernier apporte une modeste contribution au film en tournant une courte séquence se déroulant au Niger en compagnie de Damouré Zika et Lam Ibrahim Dia. |
| 1973  | 9 min   | Le Foot-girafe ou l'alternative                       | Film publicitaire pour la promotion des voitures Peugeot en Afrique. En voix off, Jean Rouch parodie un commentateur sportif. |
| 1973  | 19 min  | L'Enterrement du Hogon                                | Cérémonie funéraire accompagnant le décès du Hogon, haut dignitaire de la société dogon au Mali. |
| 1973  | 22 min  | Funérailles de femmes à Bongo                         | Rituels funéraires dogons à Bongo au Mali. |
| 1973  | 20 min  | VW Voyou                                              | Film humoristique à sketches, issu d'un projet publicitaire visant à promouvoir les voitures Volkswagen en Afrique. |
| 1973  | 12 min  | Rythmes de travail                                    | Documentaire composé d'extraits de trois précédents films de Jean Rouch : Architectes Ayorou, Simiri et Yenendi de Yantala. |
| 1974  | 13 min  | Pam kuso kar                                          | À la suite du décès de Pam Sambo Zima, prêtre des rituels de possession de Niamey au Niger, des cérémonies et rituels songhaïs sont organisés et aboutissent à la désignation d'un successeur par les dieux. |
| 1974  | 62 min  | Le Dama d'Ambara : Enchanter la mort                  | Cérémonie rituelle de dama (levée du deuil) du peuple dogon filmée au Mali dans le village de Sangha. Le film se concentre principalement sur le rôle des hommes de la société des masques. |
| 1974  | 17 min  | Hommage à Marcel Mauss : Taro Okamoto                 | Au Japon, Jean Rouch film l'atelier de création de l'artiste Taro Okamoto tout en discutant avec ce dernier de ses œuvres et de ses souvenirs de l'anthropologue Marcel Mauss. |
| 1974  | 10 min  | La 504 et les foudroyeurs                             | Film publicitaire pour la promotion des voitures Peugeot en Afrique. Tournage réalisé au pied de la falaise de Bandiagara au Mali. |
| 1974  | 90 min  | Cocorico ! Monsieur Poulet                            | Long-métrage de fiction réalisé au Niger. Partant en brousse pour acheter des poulets qui seront revendus en ville, Lam Ibrahim Dia, Damouré Zika et Tallou Mouzourane vivent une suite de péripéties au cours de leur voyage. |
| 1975  | 35 min  | Rituel pour la mort d'un guerrier                     | Reconstitution d'une cérémonie funéraire de guerrier, réalisée dans le cadre du tournage du film Babatu, les trois conseils. |
| 1975  | 19 min  | Zomo et ses frères                                    | Film documentaire sur les enfants de Damouré Zika qui ont formé un orchestre de musique à Niamey. Jean Rouch suit principalement Zomo, fils de Damouré qui travaille au zoo du musée national Boubou-Hama de Niamey. |
| 1976  | 20 min  | Faba Tondi                                            | Faba Tondi est une pierre assurant la protection du village de Simiri au Zarmaganda du Niger. Daouda Sorko, prêtre du culte songhaï, en explique l'histoire. |
| 1976  | 15 min  | Médecines et médecins                                 | Film documentaire ethnographique. Dans un dispensaire de la brousse africaine, la médecine occidentale et les pratiques des guérisseuses zimas sont utilisées simultanément pour soigner un patient. |
| 1977  | 62 min  | Babatou, les trois conseils                           | Long métrage de fiction historique. À la fin du XIXe siècle, dans la boucle du Niger, un chasseur et un berger partent se mettre au service du roi guerrier Babatou pour capturer des esclaves. Avec Damouré Zika, Lam Ibrahim Dia et Tallou Mouzourane. |
| 1977  | 40 min  | Ispahan : Lettres persanes                            | Jean Rouch marche avec Farrokh Gaffary (cinéaste et historien) dans la mosquée du Chah à Ispahan en Iran et échange librement avec lui sur la beauté du lieu. |
| 1977  | 30 min  | Margaret Mead: A Portrait by a Friend                 | Invité par le Muséum américain d'histoire naturelle au Margaret Mead Film Festival, Jean Rouch réalise un portrait de sa consœur anthropologue et réalisatrice, Margaret Mead. |
| 1977  | 15 min  | Griot Badye                                           | Un chanteur traditionnel raconte une histoire tout en utilisant le chant d'un oiseau comme musique d'accompagnement. |
| 1977  | 18 min  | Makwayela                                             | Au Mozambique, des ouvriers ayant travaillé dans les mines d'Afrique du Sud dansent la makwayela et chantent en fanakalo puis évoquent leur participation à la guerre d'indépendance du Mozambique. |
| 1977  | 10 min  | Sacrifice obulo                                       | Rituel de sacrifice gourmantché au sein de l'Institu de recherche des sciences humaines de Niamey. |
| 1977  | 20 min  | Hommage à Marcel Mauss: Paul Lévy                     | Entretien avec l'ethnologue Paul Lévy au sujet de Marcel Mauss, dans l'enceinte de la Sorbonne. |
| 1977  | 27 min  | Hommage à Marcel Mauss: Germaine Dieterlen            | À l'occasion d'un colloque dans les falaises de Bandiagara, Germaine Dieterlen évoque la mythologie dogon en commentant des peintures murales. |
| 1979  | 70 min  | Funérailles à Bongo : Le Vieil Anaï                   | Au Mali, funérailles du doyen du village de Bongo, décédé à l'âge de 122 ans. Après le rituel, les hommes et les femmes du village dansent et pleurent. Documentaire tourné en 1972. |
| 1980  | 60 min  | Captain Mori                                          | Rencontre avec le capitaine d'un navire marchand japonais ayant ouvert la première liaison maritime entre le Japon et l'Afrique du Sud. L'homme évoque le racisme de cette époque. |
| 1980  | 35 min  | Cinémafia : Rencontre 1                               | Entretien de Jean Rouch avec Joris Ivens et Henri Storck. Ces deux derniers ont notamment réalisé ensemble le documentaire engagé Misère au Borinage en 1933. |
| 1983  | 41 min  | Sonchamp - Dogon                                      | Entretien de Jean Rouch avec Germaine Dieterlen et Enrico Fulchignoni au sujet du cinéma anthropologique, et notamment de la réalisation de documentaires sur les cérémonies du Sigui. |
| 1983  | 10 min  | Ciné-portrait de Raymond Depardon                     | Portrait du photographe et cinéaste Raymond Depardon à l'occasion d'une rencontre au Jardin des Tuileries avec Jean Rouch et Philippe Costantini. |
| 1986  | 90 min  | Dionysos                                              | Long-métrage de fiction expérimental, démarrant par la soutenance d'une thèse sur la nécessité du culte de la nature dans les sociétés industrielles, puis évoluant dans une usine automobile où doit être construite « Dionysos, la seule voiture au monde construite dans la joie ». Brève apparition de Damouré Zika, Lam Ibrahim Dia et Tallou Mouzourane.                                                                     |
| 1986  | 90 min  | Enigma                                                | Long-métrage de fiction. Un mécène invite un faussaire à terminer un tableau inachevé de Giorgio de Chirico. |
| 1986  | 11 min  | Ciné-portrait de Bill Witney                          | Portrait du cinéaste William Witney que Jean Rouch admire depuis sa jeunesse, notamment pour son film Les Trois Diables rouges réalisé en 1939. |
| 1986  | 75 min  | Folie ordinaire d'une fille de Cham                   | Représentation filmée de la pièce de théâtre éponyme de Julius-Amédée Laou. Dans une chambre de l'hôpital Sainte-Anne à Paris, une patiente martiniquaise prend une aide-soignante pour sa fille et lui parle de ses souffrances. |
| 1987  | 30 min  | Brise-glace - Bateau-givre                            | Épisode d'un documentaire en trois parties tourné à bord du brise-glace suédois Frej, venant en aide aux bateaux emprisonnés dans les glaces arctiques. La séquence tournée par Jean Rouch est sans paroles et sans voix off. |
| 1988  | 70 min  | Boulevards d'Afrique : Bac ou mirage                  | Fiction. À Dakar au Sénégal, Soukey vient d'obtenir son BEPC. Ses parents veulent la marier mais celle-ci a d'autres projets. |
| 1988  | 11 min  | Couleurs du temps : Berlin, août 1945                 | À Berlin, Jean Rouch se remémore son arrivée en juillet 1945 dans la capitale allemande alors en ruines et en proie à la misère. |
| 1988  | 20 min  | Damouré et ses enfants                                | Jean Rouch filme Damouré Zika chez lui, avec ses femmes et sa nombreuse descendance. |
| 1989  | 5 min   | Le Beau Navire                                        | Hommage à la Tour Eiffel à l'occasion du centenaire de sa construction. |
| 1989  | 30 min  | Promenade inspirée                                    | Jean Rouch découvre la collection d'art africain exposée à la fondation Maeght à Saint-Paul de Vence et réalise un commentaire improvisé sur les pièces qu'il filme. |
| 1990  | 60 min  | Liberté, égalité, fraternité... et puis après         | Fiction. À l'occasion du bicentenaire de la Révolution française, des Haïtiens organisent un rituel vaudou à l'Hôtel des Invalides pour réconcilier l'âme de Toussaint Louverture avec celle de Napoléon Bonaparte. |
| 1992  | 102 min | Madame l'eau                                          | Ethnofiction. Avec Damouré Zika, Lam Ibrahim Dia et Tallou Mouzourane, Jean Rouch constate que la sécheresse au Niger empêche toute culture. Ensemble, ils se rendent aux Pays-Bas pour trouver des ingénieurs capables de monter des moulins permettant d'irriguer les terres. |
| 1992  | 24 min  | Damouré parle du sida                                 | Fiction documentaire. Lam Ibrahim Dia et Tallou Mouzourane viennent consulter Damouré Zika qui joue le rôle d'un médecin de Niamey. Damouré leur explique les risques du sida et la manière de s'en protéger grâce aux préservatifs. Film diffusé dans les cinémas de Niamey. |
| 1994  | 35 min  | Germaine chez elle                                    | Documentaire. Jean Rouch filme Germaine Dieterlen chez elle pour parler principalement de ses souvenirs de jeunesse, de ses rencontres avec Georges-Henri Rivière, Marcel Mauss et Marcel Griaule et de son travail ethnologique. |
| 1996  | 15 min  | Germaine et ses copains                               | Documentaire. Jean Rouch filme Germaine Dieterlen à Sangha parlant avec un vieillard aveugle par l'intermédiaire d'un traducteur, puis parlant des Tellem devant la falaise de Bandiagara. |
| 1996  | 30 min  | En une poignée de mains amies                         | Documentaire. À Porto, aux abords du Pont Maria Pia, Jean Rouch parle de cinéma, de poésie et de littérature avec Manoel de Oliveira. |
| 1997  | 54 min  | Faire-part : Musée Henri-Langlois                     | À la Cinémathèque française qui se trouve alors au sein du Palais de Chaillot, le musée du cinéma conçu par Henri Langlois va bientôt être fermé avant de connaître un déménagement. Jean Rouch conduit une dernière visite du musée pour lui rendre hommage. |
| 1997  | 90 min  | Moi fatigué debout, moi couché                        | Ethnofiction avec Damouré Zika, Lam Ibrahim Dia et Tallou Mouzourane. Film-fable mettant en scène un arbre doué de parole dont l'une des phrases donne son nom au film. |
| 1998  | 18 min  | Ciné-poèmes sur Paris                                 | Court-métrage co-réalisé par Jean Rouch et Sandro Franchina, composé de lectures de poèmes de Paul Fort dans différents lieux de Paris. |
| 1999  | 39 min  | Chez Germaine : 1er décembre 1999                     | Film d'hommage à Germaine Dieterlen, décédée en novembre 1999. Dans l'appartement qu'elle occupait, Jean Rouch évoque son souvenir et son œuvre avec Brice Ahounou, ancien collaborateur de Germaine Dieterlen. |
| 2000  | 11 min  | Jean Rouch : Récits photographiques                   | Documentaire. Visite de l'exposition du musée de l'Homme consacrée aux photographies réalisées par Jean Rouch, commentée par l'auteur lui-même. |
| 2002  | 88 min  | Le Rêve plus fort que la mort                         | Ethnofiction. Film co-réalisé avec Bernard Surugue. Damouré Zika et Tallou Mouzourane narrent trois rêves. Le troisième rêve se concentre sur l'histoire d'un troupeau de vaches merveilleuses, correspondant au projet de film La Vache merveilleuse démarré en 1994 et resté inachevé. |

### Cycle du Sigui
Les cérémonies du Sigui constituent un rituel religieux des Dogons du Mali vivant aux abords de la falaise de Bandiagara. La cérémonie a lieu tous les soixante ans et dure pendant sept années consécutives. Son but est de commémorer la révélation de la parole aux êtres humains ainsi que la mort et les funérailles du premier ancêtre. La légende veut que ce premier ancêtre soit mort à l'âge de soixante ans puis se soit transformé en serpent, suivant un trajet sinueux à travers la falaise de Bandiagara avant de mourir définitivement en revenant à son point de départ. Un cycle de cérémonies du Sigui a lieu entre 1967 et 1973 : Jean Rouch s'y rend chaque année dès 1966 pour suivre et filmer cet événement.
| Année | Durée   | Titre                                                  | Sujet |
| ----- | ------- | ------------------------------------------------------ | --- |
| 1966  | 50 min  | Sigui année zéro                                       | Le chef religieux des Dogons de la falaise de Bandiagara annonce l'ouverture des cérémonies du Sigui pour l'année suivante.                                                                  |
| 1967  | 38 min  | Sigui 1967 : L'Enclume de Yougo                        | Première année du Sigui. Confection des costumes et parures par les hommes, danse du serpent, hommage aux morts.                                                                             |
| 1968  | 26 min  | Sigui 1968 : Les Danseurs de Tyogou                    | Deuxième année du Sigui. Confection des bonnets et des parures, processions, danses, décoration de la caverne des masques.                                                                   |
| 1969  | 39 min  | Sigui 1969 : La Caverne de Bongo                       | Troisième année du Sigui. Au village de Bongo, les anciens se réunissent autour du doyen, Anaï, pour organiser la cérémonie. Procession et danses au son des tambours.                       |
| 1970  | 36 min  | Sigui 1970 : Les Clameurs d'Amani                      | Quatrième année du Sigui. Au village de Bongo, le Renard pâle, interrogé lors d'un rituel, indique que le Sigui du village d'Amani sera favorable. Procession et danses au son des tambours. |
| 1971  | 56 min  | Sigui 1971 : La Dune d'Idyeli                          | Cinquième année du Sigui. Arrivée du Sigui au village d'Idyeli. Procession et danses pendant deux jours.                                                                                     |
| 1972  | 52 min  | Sigui 1972 : Les Pagnes de Yamé                        | Sixième année du Sigui. Préparation des festivités, entrée au village et danses. |
| 1974  | 18 min  | Sigui 1973-1974 : L'Auvent de la circoncision          | Reconstitution de la septième année du Sigui, qui s'est déroulée en 1973 et s'est terminée par la clôture des cérémonies.                                                                    |
| 1981  | 129 min | Sigui 1967-1973 : Invention de la parole et de la mort | Documentaire de synthèse sur les cérémonies du Sigui, réalisé à partir des images tournées entre 1966 et 1974.                                                                               |

### Cycle du Yenendi
Le Yenendi est une cérémonie annuelle au cours de laquelle les Songhay du Niger demandent aux génies de leur donner la pluie nécessaire aux cultures agricoles. Le Yenendi se caractérise par l'organisation de rituels, de danses de possession et de sacrifices animaliers. Accompagnées par le son d'une vièle et de calebasses frappées à l'aide des baguettes, les danses de possession amènent certains danseurs à être possédés par des génies qui parlent à travers eux. Dongo, génie du tonnerre, est systématiquement présent et peut discuter avec le prêtre qui dirige la cérémonie. Jean Rouch réalise de nombreux documentaires consacrés à ces cérémonies et aux danses de possession.
| Année | Durée   | Titre                                    | Sujet |
| ----- | ------- | ---------------------------------------- | --- |
| 1951  | 25 min  | Yenendi, les hommes qui font la pluie    | Une femme est possédée par le génie de la pluie et des hommes sont possédés par d'autres génies. |
| 1965  | 120 min | Dongo Yenendi                            | Des femmes entrent en transe et deux hommes sont possédés par des génies Haouka, la bouche écumante. Apparaissent les génies Dongo, Haoussakoy et Tiyrey. Le lendemain, la vie reprend son cours normal. |
| 1968  | 37 min  | Yenendi de Ganghel - Le Village foudroyé | Organisation d'une cérémonie pour invoquer Dongo, le génie du tonnerre, et Tiyrey, le génie de la foudre. Un homme et une femme sont possédés par les deux génies qui s'entretiennent avec le prêtre Pam Sambo Zima. À la suite du refus d'un sacrifice, les génies annoncent une sécheresse qui s'observera pendant sept ans. |
| 1970  | 30 min  | Yenendi de Yantala                       | Invocation du génie Dongo pour demander plus de pluie et moins de foudre que les années précédentes. Réponse rassurante du génie. |
| 1972  | 9 min   | Yenendi de Gamkalle                      | Invocation de Dongo, génie du tonnerre, et de Tiyrey, génie de la foudre. |
| 1972  | 30 min  | Tanda Singui                             | Dans le quartier de Yantala-du-Bas à Niamey, les habitants construisent un sanctuaire dédié à Dongo. Lors de la cérémonie apparaît Dongo ainsi que Zatao, Serki et les génies Haouka. |
| 1973  | 28 min  | Dongo Hori                               | Invocation de Dongo, génie du tonnerre, dans un faubourg de Niamey. |
| 1973  | 8 min   | Boukoki                                  | Invocation de Dongo et ses frères dans le nouveau quartier de Boukoki à Niamey. Apparition des génies Haouka. Extinction d'un feu de paille symbolisant les feux de brousse. |
| 1974  | 238 min | La Grande sécheresse à Simiri            | Film tourné entre 1967 et 1974, consacré aux cérémonies du Yenendi et à la sécheresse chronique ayant perturbé les cultures et les récoltes dans la région du Zarmaganda au Niger au cours de ces sept années. Le film n'a été projeté qu'une seule fois dans son intégralité à la Cinémathèque française en 1999.             |
| 1975  | 76 min  | Faran Maka Fonda                         | Damouré Zika et Daouda Sorko parlent de Faran Maka, l'ancêtre de tous les pêcheurs, ainsi que d'Harakoy Dikko, génie de l'eau et de Dongo, génie du tonnerre. |

### Films inachevés
| Année | Durée    | Titre                                                                      | Sujet |
| ----- | -------- | -------------------------------------------------------------------------- | --- |
| 1947  | inconnue | Bangawi : Chasse traditionnelle à l'hippopotame                            | Rushs tournés par Jean Rouch lors de l'expédition de 1947 sur les bords du fleuve Niger à l'occasion d'une chasse à l'hippopotame. Une partie des plans a été utilisée par les Actualités françaises pour monter le film Au pays des mages noirs.    |
| 1948  | 26 min   | Hombori                                                                    | Film documentaire tourné au Mali (alors Soudan français) dans le village de Hombori, montrant le quotidien de plusieurs familles songhaï. |
| 1951  | inconnue | Gold Coast 1951                                                            | Film non monté à l'image floue (défaut de caméra), consacré à la migration annuelle des Songhaï du Niger vers la Gold Coast (actuel Ghana). Préfigure la réalisation de Jaguar.                                                                      |
| 1951  | 8 min    | Les Gens du mil                                                            | Séquences tournées au bord sur fleuve Niger, montrant le quotidien du village de Damouré Zika. Des extraits ont été utilisés pour les films Les Fils de l'eau (1958) et Le Mil (1963).                                                               |
| 1951  | inconnue | Chasseurs gow                                                              | Rushs tournés lors de la préparation d'une partie de chasse songhaï : confection du poison, des équipements et des pièges. Préfigure La Chasse au lion à l'arc.                                                                                      |
| 1957  | 30 min   | Royale goumbé                                                              | Film non monté. Certains séquences ont été utilisées dans Moi, un noir. |
| 1960  | inconnue | Recherche Afrique : Musée du Niger ; visite du Président Diori à Tillabery | Rushs muets en couleur. Aucune autre information connue. |
| 1961  | inconnue | Président Diori                                                            | Film non monté. Première visite à Paris de Hamani Diori, président du Niger. |
| 1961  | inconnue | Fouilles à Vridi                                                           | Rushs tournés à Abidjan dans le cadre d'une mission scientifique sur un site archéologique découvert à Vridi. |
| 1963  | inconnue | Urbanisme africain                                                         | Film non monté, montrant la manière dont les villes d'Afrique de l'Ouest s'adaptent à la modernité. Tournage principalement effectué à Abidjan dans le quartier de Cocody.                                                                           |
| 1963  | inconnue | Le Renard pâle 1963-1965                                                   | Rushes d'un film consacré au Renard pâle, symbole du désordre dans la cosmogonie dogon. |
| 1963  | inconnue | Tambours                                                                   | Film non monté. Tournage réalisé au pied de la falaise de Bandiagara au village dogon de Yougo Dogorou. |
| 1964  | inconnue | Jackville                                                                  | Film non monté tourné à Abidjan lors d'une cérémonie du culte harriste. |
| 1964  | inconnue | Témoignage sur Marcel Griaule, de S.E. Hampâté Bâ                          | Courte interview filmée d'Amadou Hampâté Bâ au sujet de l'importance de Marcel Griaule en Afrique noire. |
| 1965  | 10 min   | Tambours et violons des chasseurs songhay                                  | Film non monté consacré à la musique et aux danses des chasseurs gow (songhaï). |
| 1965  | 8 min    | Sorko                                                                      | Rushs d'un projet de film consacré aux pêcheurs sorko (songhaï) et aux chasseurs d'hippopotames au Niger. |
| 1966  | inconnue | (inconnu)                                                                  | Film non monté consacré à une partie de chasse menée par de jeunes Gow (Songhaï) de la région de Yatakala au Niger. |
| 1966  | inconnue | Koli koli                                                                  | Rushes d'un film consacré à l'initiation à la danse de possession de Koli koli, nouveau « cheval » de Dongo. |
| 1966  | inconnue | Yenendi de Goudel                                                          | Film non monté. Deux femmes sont possédées par les génies Dongo et de Tiyrey. |
| 1966  | inconnue | Yenendi de Gourbo Beri                                                     | Film non monté. Deux femmes sont possédées par les génies Dongo et de Tiyrey. Des Haoukas sont en transe. |
| 1966  | inconnue | Yenendi de Karey Gorou                                                     | Film non monté. Un homme est possédé par le génie Dongo. |
| 1966  | inconnue | Bregbo 1966                                                                | Film muet, non monté. Processions et danses du culte harriste au village de Bregbo en Côte d'Ivoire. |
| 1966  | 10 min   | Niger octobre 66                                                           | Film non monté. Les séquences montrent un musicien, des femmes et des enfants au bord de l'eau. |
| 1966  | 53 min   | Youbri                                                                     | Séquences tournées en Haute-Volta dans le village de brousse de Gobnango. Chants, processions et danses. |
| 1967  | inconnue | Tourou                                                                     | Rushes en noir et blanc tournés à Niamey, liés au film Tourou et Bitti, les tambours d'avant (1971). |
| 1967  | inconnue | Yenendi de Boukoki                                                         | Film non monté. En pays dogon, un rituel mène à la possession de trois danseurs par les génies Dongo, Tiyrey et Haoussakoy. |
| 1967  | inconnue | Daouda Sorko                                                               | Film non monté. Daouda, pêcheur sorko (songhaï) et prêtre du village de Simiri au Niger, parle du génie Dongo et du culte qui lui est rendu. |
| 1967  | inconnue | Yenendi de Kongou                                                          | Film non monté. Deux personnes sont possédées par les génies Dongo et de Tiyrey. Jean Rouch interagit directement avec la foule qu'il filme. |
| 1968  | inconnue | Horendi Yantala 1968                                                       | Rushes d'une cérémonie de Yenendi à Yantala. |
| 1972  | inconnue | Sima kuma                                                                  | Film non monté. Rituel de possession à l'occasion des funérailles d'un prêtre sorko et danses d'initiation à la danse de possession. |
| 1974  | 16 min   | Toboy Tobaye - Lapin, petit lapin                                          | Séquences tournées en compagnie de Damouré Zika lors d'une cérémonie religieuse où les enfants du village sont déguisés en lapins. |
| 1975  | inconnue | Les Testicules du hibou                                                    | Film non abouti. Jean Rouch y évoque son histoire familiale lors des bombardements de la Première Guerre mondiale en y mêlant des séquences de fiction tournées en costumes.                                                                         |
| 1975  | 11 min   | Ciné-portrait de Stanislas Adotevi                                         | Interview de l'écrivain Stanislas Adotevi tournée au Niger. |
| 1975  | inconnue | Initiation de femmes                                                       | Film non monté. Initiation à la danse de possession d'une femme possédée par Tiyrey, génie de la foudre. |
| 1975  | inconnue | Pam tanda                                                                  | Film non monté. Danses de possession. |
| 1977  | 11 min   | Histoire de la rencontre entre Jean Rouch et Damouré Zika                  | Jean Rouch et Damouré Zika racontent leur première rencontre à Niamey en 1942. |
| 1977  | inconnue | Griots Mali                                                                | Film documentaire sur les musiciens traditionnels maliens. Son manquant. |
| 1978  | 21 min   | Atelier Super 8 au Mozambique                                              | Une équipe de stagiaires découvrent l'utilisation du Super 8 à l'occasion d'un atelier de cinéma organisé à Maputo (Mozambique). |
| 1979  | inconnue | Bongo 1979                                                                 | Rushes tournés à Bongo au Mali. |
| 1980  | 112 min  | Les Deux Chasseurs                                                         | Ethnofiction. Au cœur de la brousse du Niger, Damouré Zika, Lam Ibrahim Dia et Tallou Mouzourane partent à la recherche du chasseur Agali pour apprendre ses secrets et chasser ainsi le lion qui sévit dans leur région.                            |
| 1980  | inconnue | Dogon 80                                                                   | Film consacré aux cavernes situées dans la falaise de Bandiagara en pays dogon. |
| 1980  | inconnue | Cours Sfecti : Naissance de l'atelier Varan                                | Film non monté réalisé par des étudiants formés par Jean Rouch à l'occasion d'un stage de cinéma. |
| 1980  | inconnue | Le Mil 1980                                                                | Film consacré à la culture du mil. Pellicule détériorée et absence de son sur les premières bobines. |
| 1981  | inconnue | Le Renard pâle 1981                                                        | Rushs d'un film consacré à la mythologie dogon. Le son a été perdu. |
| 1982  | 65 min   | Agali                                                                      | Rushs d'un film consacré au chasseur Agali, à ses rituels préparatoires à une partie de chasse où deux phacochères sont tués. |
| 1983  | inconnue | Hassan Fathy                                                               | Film partiellement monté, consacré à l'architecte égyptien Hassan Fathy. |
| 1983  | inconnue | Kung Fu                                                                    | Jean Rouch s'entretient avec le réalisateur d'une scène de combat de kung-fu sur la place du Trocadéro à Paris. |
| 1983  | inconnue | Sangha 83 : le renard                                                      | Film consacré aux cavernes des falaises de Bandiagara en pays dogon. |
| 1984  | 56 min   | Hampâté Bâ                                                                 | À Abidjan, Jean Rouch filme Amadou Hampâté Bâ en compagnie de quelques amis. |
| 1984  | 34 min   | Goumbé 1984                                                                | Séquences tournées à Abidjan. |
| 1985  | inconnue | Dogon 85                                                                   | Rushes tournés en pays dogon. Sacrifices animaliers. |
| 1985  | 20 min   | Cousin, cousine, pirogue gondole                                           | Ethnofiction. À Venise, Damouré Zika retrouve sa cousine Mariama Hima et réalise avec elle une promenade en gondole. Le film enchaîne sur une séquence tournée avec les deux mêmes acteurs qui se promènent désormais en barque sur le fleuve Niger. |
| 1987  | inconnue | Horendi batare                                                             | Rituel de possession dogon. |
| 1988  | inconnue | Bac à Pikine                                                               | Représentation théâtrale filmée de la pièce Boulevards d'Afrique : bac ou mariage. |
| 1989  | inconnue | Sangha 89                                                                  | Film tourné en pays dogon avec Germaine Dieterlen. |
| 1990  | inconnue | Bongo 90                                                                   | Film tourné en pays dogon avec Germaine Dieterlen. |
| 1994  | 89 min   | Sangha 94 : les devins de Bongo et de Gogoli                               | Film tourné en pays dogon, consacré aux rites de divination. |
| 1994  | 103 min  | Toguna 90                                                                  | Film tourné en pays dogon dans le village de Sangha. Travaux de réparation d'un toguna (construction traditionnelle). |
| 1994  | inconnue | La Vache merveilleuse                                                      | Rushs tournés en 1994 et en 1997. Projet inabouti. Certains plans restent sans son. |
| 1994  | 103 min  | Les Minutes Lumière 1995-1997                                              | Série de 34 courts-métrages de quelques minutes chacun, réalisés par différents réalisateurs à l'occasion du Centenaire du cinématographe Lumière. Jean Rouch tourne Pas de trois : initiation à la danse de possession et Pompe.                    |
| 1995  | inconnue | Découverte des films Lumière                                               | Film non monté, muet. |
| 1998  | inconnue | Premier Matin du monde                                                     | Récit de la création du monde (cosmogonie africaine). |
| 1999  | inconnue | Préparation du dama d'Amadinié                                             | Film tourné au village de Sangha au Mali quelques jours avant la fête de dama (levée du deuil) d'Amadinié, qui était l'informateur de Germaine Dieterlen.                                                                                            |